# Aegomorphus modestus
Aegomorphus modestus är en skalbaggsart som först beskrevs av Blais 1817.  Aegomorphus modestus ingår i släktet Aegomorphus och familjen långhorningar.
Artens utbredningsområde är Bahamas. Inga underarter finns listade i Catalogue of Life.